# Soraya Rodríguez
María Soraya Rodríguez Ramos (Valladolid, 1 de diciembre de 1963), más conocida como Soraya Rodríguez, es una abogada y política española. Fue candidata por el partido Izquierda Española para las elecciones al Parlamento Europeo que se celebraron el 9 de junio de 2024. Anteriormente, fue eurodiputada de la delegación del partido español Ciudadanos en el Parlamento Europeo, perteneciente al grupo parlamentario Renovar Europa, para lo que fue elegida en las elecciones del 26 de mayo de 2019.
Hasta la disolución de las Cortes Generales de 2019, fue diputada del PSOE en el Congreso de los Diputados y presidenta de la Comisión Mixta para la Unión Europea. Anteriormente, había ocupado la Secretaría de Estado de Cooperación Internacional de España (2008-2011) y la portavocía del Grupo Socialista en el Congreso de los Diputados (2012-2014).

## Formación y trayectoria laboral
Natural de Valladolid, se licenció en Derecho por la Universidad de Valladolid en 1987.
Entre 1988 y 1990 trabajó como abogada en el Centro de Acogida de Mujeres Víctimas de Malos Tratos de Valladolid. Posteriormente, en 1991 fue profesora de la Escuela Universitaria de Relaciones Laborales de Valladolid. Entre 1994 y 1997 fue directora del Centro de la Mujer en el Ayuntamiento de Valladolid. En 1998 ejerció como asesora jurídica de la Administración Local.

## Trayectoria política

### Partido Socialista (1994-2019)
Vinculada al PSOE, en 1994 es nombrada Secretaria de Organización en la Ejecutiva Provincial del Partido en Valladolid. Fue miembro del Comité Federal del PSOE entre 2000 y 2008 y eurodiputada en la 5ª legislatura (1999-2004).
En las elecciones generales de 2004 obtiene escaño en el Parlamento como diputada por Valladolid, permaneciendo durante toda la legislatura. En las elecciones municipales de 2007 es designada como candidata a la alcaldía de Valladolid por el PSOE, siendo derrotada por el candidato del Partido Popular, Francisco Javier León de la Riva que revalidó su mayoría absoluta en el Ayuntamiento. 
Entre 2007 y 2008 desempeñó la portavocía del grupo municipal socialista en el Ayuntamiento de Valladolid. En las elecciones generales de 2008 resultó reelegida diputada nacional por la provincia de Valladolid por segunda legislatura consecutiva, siendo número dos en la lista, tras Jesús Quijano. En julio de 2008, a propuesta del presidente José Luis Rodríguez Zapatero, abandona su escaño y su cargo como presidenta del grupo municipal del PSOE en Valladolid para convertirse en Secretaria de Estado de Cooperación Internacional, en sustitución de Leire Pajín. En el ayuntamiento vallisoletano, es sustituida por Óscar Puente.
En las elecciones generales de 2011 encabezó la lista del PSOE por la provincia de Valladolid, acompañada por el secretario provincial Mario Bedera, obteniendo 2 escaños frente a los 3 del PP. Tras el 38.º Congreso del PSOE en el que Alfredo Pérez Rubalcaba resultó elegido secretario general, fue nombrada portavoz del grupo socialista en el Congreso de los Diputados, cargo que desempeñó hasta septiembre de 2014.

#### Posición interna, dimisión y críticas
Tras la dimisión de Alfredo Pérez Rubalcaba, en julio del 2014, se convocó el Congreso Extraordinario Federal del PSOE, donde salió elegido Pedro Sánchez como Secretario General frente a Eduardo Madina y José Antonio Pérez Tapias. Durante crisis interna del PSOE de 2016, Rodríguez fue un apoyo activo del sector crítico, cercana al impulsor de la misma, Antonio Pradas, defendiendo la postura de la abstención frente a la sesión de investidura de Mariano Rajoy del Partido Popular como Presidente del Gobierno y la creación de una Comisión Gestora, conformada tras defenestrar al Secretario General. Desde la dimisión de Pedro Sánchez como Secretario General del PSOE hasta las primarias de 2017, persistió en la defensa de la gestora que forzó la abstención del PSOE en la investidura de Mariano Rajoy y recibiendo duras críticas por parte de la militancia, siendo relevante un vídeo donde es abucheada por militantes de su propia agrupación de Valladolid.
En las primarias de 2017 para la Secretaría General del PSOE, fue un peso fuerte en la candidatura de Susana Díaz y una de las voces públicas más activas contra Pedro Sánchez y su equipo. Finalmente, Susana Díaz fue derrotada contundentemente en la votación por Pedro Sánchez (39,9% vs. 50,2%). Tras la celebración del 39.º Congreso del PSOE, y a tenor de los indiscutibles resultados de las primarias, Rodríguez quedó relegada en un grupo crítico claramente minoritario, cercano a Susana Díaz y otros líderes que la apoyaron en las primarias, y mantuvo un perfil bajo como diputada desde entonces. 
Una vez celebradas las elecciones al Parlamento de Andalucía de 2018, el Grupo Parlamentario Socialista en el Congreso de los Diputados se reunió, pocos días después, para analizar los malos resultados electorales cosechados por Susana Díaz, a pesar de haber vuelto a ganar las elecciones, y aportar conclusiones sobre la pérdida del gobierno andaluz, tras 36 años ininterrumpidos, por el ascenso de las derechas (Cs y Vox) pero, sobre todo, por el fuerte retroceso de las izquierdas (PSOE y Adelante Andalucía). Allí, Soraya Rodríguez, nuevamente minoritaria junto con Antonio Pradas y José María Barreda, achacó los malos resultados directamente a la moción de censura, que depuso a Mariano Rajoy y convirtió en Presidente del Gobierno a Pedro Sánchez, por recibir el apoyo no pactado de los independentistas catalanes (ERC y PDeCAT) y vascos (EH Bildu) y pidió apoyo para Susana Díaz por ser ganadora de los comicios autonómicos.
Conocida públicamente por una notoria discrepancia con Pedro Sánchez y la política del PSOE y tras saber que no volvería a repetir como diputada, el día 6 de marzo de 2019, justo el día después de la disolución de las Cortes Generales de la XII legislatura, presentó por carta su baja del partido por discrepar de la política de este en relación con el diálogo y búsqueda de soluciones con los independentistas catalanes.
Inmediatamente, Rodríguez fue entrevistada y sostuvo una postura ambigua en sus declaraciones, en relación con su continuidad en política o los rumores de entrar en las filas de Ciudadanos para las elecciones europeas, tras ser tanteada a hacerlo por Albert Rivera.

### Eurodiputada por Ciudadanos
Soraya Rodríguez fue elegida como número tres en la lista de Ciudadanos para las elecciones al Parlamento Europeo de 2019, convirtiéndose posteriormente en eurodiputada en la IX legislatura del Parlamento Europeo en el grupo liberal europeo. Es presidenta de la Delegación para las Relaciones con el Parlamento Panafricano y coordinadora de Renew Europe de la Subcomisión de Derechos Humanos de la Eurocámara. Asimismo, es miembro de la Conferencia de Presidentes de Delegación; la Comisión de Asuntos Exteriores; la Comisión de Medio Ambiente, Salud Pública y Seguridad Alimentaria; la Comisión de Derechos de las Mujeres e Igualdad de Género; la Comisión de Desarrollo y la Delegación en la Asamblea Parlamentaria Paritaria ACP-UE. 
Es miembro de Alianza Parlamentaria Europea contra el Hambre y la Desnutrición. Con el objetivo de dar a conocer la función de las Alianzas Parlamentarias contra el Hambre y la Malnutrición e informar a la ciudadanía sobre el Derecho a la Alimentación a escala internacional, presentó en 2021 el proyecto y el libro Mujeres al frente de la lucha contra el hambre Archivado el 21 de diciembre de 2021 en Wayback Machine., cuyo objetivo y visibilizar y reconocer el trabajo de diferentes mujeres alrededor de todo el mundo por la seguridad alimentaria, el desarrollo sostenible y la erradicación del hambre y la desnutrición.
Como ponente, ha presentado los siguientes informes en sus respectivas comisiones parlamentarias,  que posteriormente se sometieron al Pleno:
- Recomendación del Parlamento Europeo al Consejo sobre los 75.º y 76.º periodos de sesiones de la Asamblea General de las Naciones Unidas[19]
- Efectos del cambio climático en los derechos humanos y el papel de los defensores del medio ambiente al respecto[20]
- Aplicación de la Directiva 2011/36/UE relativa a la prevención y lucha contra la trata de seres humanos y a la protección de las víctimas[21]

Soraya Rodríguez recabó el apoyo de 70 eurodiputados para impulsar una Conferencia de Mujeres Afganas organizada por la Unión Europea, con el objetivo de amplificar las voces de las mujeres afganas, tanto las exiliadas como las que permanecen en Afganistán tras la toma del poder de los talibanes en agosto de 2021, y enviar un mensaje a la comunidad internacional. Ha lanzado el proyecto Mujeres al frente para visibilizar y reconocer el papel de las mujeres en diferentes ámbitos de la vida política, económica y social alrededor de todo el mundo  y contribuir al reconocimiento del papel fundamental de dichas mujeres en la construcción de una sociedad más justa e igualitaria. La presentación del proyecto se realizó el 13 de octubre de 2021 en Madrid y en la que participaron Inés Arrimadas, presidenta de Ciudadanos, Khadija Amin (periodista y refugiada afgana); Massouda Kohistani (activista, investigadora y refugiada afgana), Rocío Nieto (la Fundadora de la Asociación para la Prevención, Reinserción y Atención a la Mujer Prostituida - APRAMP) y Marcela Villarreal (Directora de la FAO de la División de Asociaciones y Colaboración con la ONU).

### Candidatura por Izquierda Española
En abril de 2024 Soraya Rodríguez anunció que se presentaba a la reelección como eurodiputada en las listas de Izquierda Española para la X legislatura del Parlamento Europeo. Lo hizo como segunda en una lista encabezada por Guillermo del Valle, líder de la formación, pero no salió elegida.